# Etnopluralismo
O etnopluralismo, às vezes chamado etno-diferencialismo, é um conceito, formulado na sua forma moderna pelo teórico político francês e membro fundador da Nouvelle Droite, Alain de Benoist, que se baseia na preservação e o respeito mútuo de regiões etnoculturais separadas e limitadas. Entre os componentes finque estão o "direito à diferença" (francês: droit à la Difference) e um forte apoio à diversidade cultural a nível mundial e não a nível nacional. Segundo seus promotores, os elementos culturais estrangeiros significativos numa determinada região devem ser assimilados culturalmente para procurar a homogeneização cultural neste território, a fim de que as diferentes culturas prosperem em suas respectivas áreas geográficas.
Seus proponentes descrevem o etnopluralismo como um "mundo no qual muitos mundos podem caber" e uma alternativa ao multiculturalismo e a globalização, alegando que se esforça para manter vivas as diferentes culturas do mundo, abraçando a sua singularidade e evitando uma doutrina mundial em que diferentes regiões possam ser cada vez mais vistas como culturalmente semelhantes ou idênticas. Os críticos vêem o projecto como uma forma de "apartheid global", e os académicos têm destacado similitudes ideológicas próximas com conceitos promovidos por ativistas neofascistas franceses na década de 1950. consideram simplesmente um "novo racismo". Pierre-André Taguieff, citado por Steven Forti, defineu o etnopluralismo como uma forma de neorracismo ou de racismo cultural.